# 911 (Lady Gaga)
911 è un singolo della cantante statunitense Lady Gaga, pubblicato il 25 settembre 2020 come terzo estratto dal sesto album in studio Chromatica.

## Descrizione
Il brano è stato scritto dalla cantante stessa assieme a Justin Tranter, BloodPop e Madeon ed è stato prodotto da quest'ultimi due. Musicalmente 911 è stata descritta come una canzone elettropop, euro disco e synth pop, con influenze techno e funk.

## Promozione
Lady Gaga ha eseguito 911 per la prima volta dal vivo il 30 agosto 2020 in occasione degli annuali MTV Video Music Awards all'interno di un medley con Chromatica II, Rain on Me e Stupid Love.

## Video musicale
Il video musicale, diretto da Tarsem Singh, è stato reso disponibile attraverso il canale YouTube della cantante il 18 settembre 2020. Originariamente avrebbe dovuto aver luogo presso il Parco nazionale delle sabbie bianche, ma a causa delle elevate temperature e delle limitazioni dovute alla pandemia di COVID-19, gran parte delle scene sono state svolte in un quartiere di Santa Clarita, mentre quella iniziale è stata ricavata da un lavoro di post-produzione su fotografie delle spiagge di San Luis Obispo. Gli abiti dei protagonisti del videoclip sono stati curati da Nicola Formichetti con il contributo di alcuni abiti disegnati dalla stilista russo-armena Karina Akopyan. Il video presenta numerosi richiami ad altri lavori artistici, tra cui il più significativo è quello al film sovietico Il colore del melograno di Sergej Iosifovič Paradžanov del 1969 (citato in uno dei manifesti cinematografici alla fine del video) e al mondo pittorico surrealista di Frida Kahlo.

## Tracce
Streaming
1. 911 – 2:52

Download digitale – Bruno Martini Remix
1. 911 (Bruno Martini Remix) – 2:46
2. 911 (Bruno Martini Extended Remix) – 3:40

Download digitale – Sofi Tukker Remix
1. 911 (Sofi Tukker Remix) – 3:46
2. 911 (Sofi Tukker Extended Remix) – 4:17

Download digitale – Weiss Remix
1. 911 (Weiss Remix) – 5:43

## Formazione
Hanno partecipato alle registrazioni, secondo le note di copertina di Chromatica:
Musicisti
- Lady Gaga – voce
- BloodPop – batteria, basso, tastiera, chitarra, percussioni
- Madeon – batteria, basso, tastiera, chitarra, percussioni

Produzione
- BloodPop – produzione
- Madeon – produzione
- Benjamin Rice – produzione vocale, registrazione, missaggio
- Randy Merrill – mastering

## Classifiche
| Classifica (2020) | Posizione massima |
| ----------------- | ----------------- |
| Canada            | 85                |
| Croazia           | 54                |
| Francia           | 141               |
| Grecia            | 81                |
| Italia            | 92                |
| Lituania          | 61                |
| Portogallo        | 84                |
| Stati Uniti       | 101               |